# Sindre Lunke
Sindre Skjøstad Lunke (17 april 1993) is een Noors wielrenner die anno 2018 rijdt voor Team Fortuneo-Samsic.

## Carrière
In 2014 werd Lunke vijfde in de zware klimkoers voor beloften, de Ronde van de Aostavallei. Later dat jaar werd hij elfde in de door Miguel Ángel López gewonnen Ronde van de Toekomst. In 2015 werd Lunke respectievelijk achtste en zevende in diezelfde koersen.
Lunke reed de Ronde van Italië in 2017 voor Team Sunweb in dienst van kopman Tom Dumoulin. Dumoulin won deze honderdste editie van de Ronde van Italië als eerste Nederlander.

## Belangrijkste overwinningen
2018
Bergklassement Arctic Race of Norway

## Resultaten in voornaamste wedstrijden
| Jaar | Ronde van Italië | Ronde van Frankrijk | Ronde van Spanje |
| ---- | ---------------- | ------------------- | ---------------- |
| 2016 |                  |                     | 135e             |
| 2017 | 120e             |                     |                  |
| 2018 |                  |                     |                  |

| Jaar | Parijs-Roubaix | Luik-Bast.‑Luik | Ronde van Lombardije | Waalse Pijl |
| ---- | -------------- | --------------- | -------------------- | ----------- |
| 2016 |                | 139e            | opgave               |             |
| 2017 |                | opgave          |                      | 149e        |
| 2018 | buit.tijd      |                 |                      |             |

## Ploegen
- 2013 –  Team Plussbank
- 2014 –  Team Sparebanken Sør
- 2015 –  Team Joker
- 2016 –  Team Giant-Alpecin
- 2017 –  Team Sunweb
- 2018 –  Team Fortuneo-Samsic

Aasvold · Enger · Erland · Hodnebrog · Hoem · Jansen · Johansson · Larsen · Lunke · Mørland · Røinås · Schmidt · Vangstad (stagiair)
Aasvold · Enger · Erland · Hodnebrog · Hoem · Jansen · Kaggestad · Larsen · Lunke · Mørland · Røinås · Schmidt · Vangstad
Borgersen · Eiking · Hoelgaard · Hoem · Jansen · Korsæth · Laengen · Lindau · Lunke · Skaarseth · Stien · Wilson · Halvorsen (stagiair)
Andersen · Arndt · Barguil · Curvers · Ten Dam · De Backer · Degenkolb · Dumoulin · Fairly · Fröhlinger · Geschke · Van der Haar · Haga · Ji · Jones · De Kort · F. Ludvigsson · T. Ludvigsson · Lunke · Oomen · Preidler · Sinkeldam · Stamsnijder · Timmer · Veelers · Waeytens · Walscheid · Hoekstra (stagiair) · Kanter (stagiair) · Tusveld (stagiair)
Andersen · Arndt · Barguil · Bauhaus · Curvers · Ten Dam · De Backer · Dumoulin   · Fröhlinger · Geschke · Haga · Hamilton · Hofstede · Kämna · Kelderman · Lunke · Matthews · Oomen · Preidler · Sinkeldam · Stamsnijder · Teunissen · Timmer · Waeytens · Walscheid · Kanter (stagiair) · Rohde (stagiair)
Barguil · Bonnamour · Bouet · Carbel · Daniel · Delaplace · Feillu · Fonseca · Gérard · Gesbert · Hardy · Jarrier · Le Roux · Ledanois · Lunke · Maison · Moinard · Périchon · Pichon · Russo · Vachon · Welten